# Lolita Storm
Lolita Storm est un groupe britannique de digital hardcore, originaire de Brighton, composé de Nhung Napalm, Romy Bonilla Medina, Jimmy Too-Bad et Spex.

## Histoire
Sur le label Rabid Badger, ils sortent leur premier single, Goodbye America / Get Back I'm Evil, en 1999; et le NME en fait son « single de la semaine ». En 2000, ils sortent G.F.S.U. (acronyme de Girls Fucking Shit Up), leur œuvre la plus connue à ce jour et leur seul album, sur le sous-label féministe Fatal de Digital Hardcore Recordings (abrégé DHR), suivi de deux singles tirés de l'album : Red Hot Riding Hood et Hot Lips Wet Pants. En août 1999 et juin 2000, le groupe participe à deux John Peel dessions,.
Le dernier enregistrement de Lolita Storm sur le label DHR est un EP, Sick Slits, sorti en 2001. Le single suivant, Studio 666 Smack Addict Commandos / I am Your Enemy, sort sur 555 Recordings. Le groupe sort également un single, Dancing With the Ibiza Dogs, en 2004, après quoi le groupe se sépare. Lolita Storm se reforme en 2006 pour enregistrer le morceau Stranger than Kindness pour un album hommage à Nick Cave. Leur chanson Red Hot Riding Hood de l'album G.F.S.U. figure dans la scène du club de la série télévisée Workin' Moms, diffusée en 2017 (saison 1, épisode 8), Hoop Earring.

## Style musical et thèmes
Les principales caractéristiques du groupe sont ses paroles punk traitant du sexe, de la haine des célébrités, des drogues et du féminisme, le tout présenté sous une forme comique plutôt que profondément politique, sur fond de breakbeat généralement très agressif. Selon leurs propres termes : 

« L'idée de Lolita Storm est qu'on est une réaction contre tout ce que vous connaissez, le style, la musique. Tout est chiant et on a décidé qu'il était temps que quelqu'un fasse quelque chose de différent et encourage les autres à faire quelque chose de différent - à faire leur propre truc. »

— Nhung Napalm, dans Lolita Storm Stand for Nothing and Hate Everyone.

## Discographie

### Albums studio
- 2000 : G.F.S.U. (DHR)

### EP
- 2001 : Sick Slits (DHR)

### Singles
- 1999 : Goodbye America / Get Back I'm Evil (Rabid Badger)
- 2003 : Studio 666 Smack Addict Commandos / I am Your Enemy (555 Recordings)
- 2004 : Dancing With The Ibiza Dogs (auto-édité)

### Autres
- 2000 : Red Hot Riding Hood (Dist. Mix) (Digital Hardcore Recordings)
- 2002 : Disastronaut and Lolita Storm - I Wanna Be a China Girl (Sonic Dragolgo remix) sur la compilation Muzik (Intikrec)
- 2006 : Stranger Than Kindness sur Eye for an Eye: A Tribute to Nick Cave (Failure to Communicate Records)

### Clips
- Red Hot Riding Hood